# Diocesi di Kayanga
La diocesi di Kayanga (in latino Dioecesis Kayangana) è una sede della Chiesa cattolica in Tanzania suffraganea dell'arcidiocesi di Mwanza. Nel 2021 contava 399.460 battezzati su 606.400 abitanti. È retta dal vescovo Almachius Vincent Rweyongeza.

## Territorio
La diocesi comprende i distretti di Karagwe e di Kyerwa nella regione del Kagera in Tanzania.
Sede vescovile è la città di Kayanga, dove si trova la cattedrale di San Giorgio.
Il territorio è suddiviso in 15 parrocchie.

## Storia
La diocesi è stata eretta il 14 agosto 2008 con la bolla Congregatio pro Gentium di papa Benedetto XVI, ricavandone il territorio dalla diocesi di Rulenge, che contemporaneamente ha assunto la denominazione di diocesi di Rulenge-Ngara.

## Cronotassi dei vescovi
Si omettono i periodi di sede vacante non superiori ai 2 anni o non storicamente accertati.
- Almachius Vincent Rweyongeza, dal 14 agosto 2008

## Statistiche
La diocesi nel 2021 su una popolazione di 606.400 persone contava 399.460 battezzati, corrispondenti al 65,9% del totale.
| anno | popolazione | popolazione | popolazione | presbiteri | presbiteri | presbiteri | presbiteri                | diaconi | religiosi | religiosi | parrocchie |
| anno | battezzati  | totale      | %           | numero     | secolari   | regolari   | battezzati per presbitero | diaconi | uomini    | donne     | parrocchie |
| ---- | ----------- | ----------- | ----------- | ---------- | ---------- | ---------- | ------------------------- | ------- | --------- | --------- | ---------- |
| 2008 | 280.000     | 438.093     | 63,9        | 25         | 25         |            | 11.200                    |         |           | 45        | 11         |
| 2012 | 307.000     | 465.000     | 66,0        | 30         | 25         | 5          | 10.233                    |         | 5         | 64        | 12         |
| 2013 | 316.000     | 479.000     | 66,0        | 24         | 24         |            | 13.166                    |         |           | 71        | 12         |
| 2016 | 343.736     | 521.779     | 65,9        | 28         | 28         |            | 12.276                    |         |           | 76        | 13         |
| 2019 | 375.800     | 570.480     | 65,9        | 36         | 36         |            | 10.438                    |         |           | 85        | 15         |
| 2021 | 399.460     | 606.400     | 65,9        | 36         | 36         |            | 11.096                    |         |           | 95        | 15         |